# Motey-sur-Saône
Motey-sur-Saône är en kommun i departementet Haute-Saône i regionen Bourgogne-Franche-Comté i östra Frankrike. Kommunen ligger i kantonen Fresne-Saint-Mamès som tillhör arrondissementet Vesoul. År 2016 hade Motey-sur-Saône 30 invånare.

## Befolkningsutveckling
Antalet invånare i kommunen Motey-sur-Saône
| Referens: INSEE |